# Витa Саквил-Вест
Витa Саквил-Вест (Victoria Mary Sackville-West, Lady Nicolson, 1892-1962) енглески писац, песникиња и вртларка, а популарност је стекла својом недељном рубриком за The Observer у којој је писала о вртовима, а свој учинила врло познатим. 
Врт Вите Саквил-Вест при замку Сисингхрст (Sissinghurst Castle, Kent) је најпознатији и најутицајнији врт на заласку романтичног стила. Еколошки оквир овог врта наглашен је коришћењем изворних биљака, што је наслеђе мање формалног дизајна „природног вртларства“ Вилијама Робинсона и последње четврти XIX века. 